# Dragon Ball Z: Super Saiya Densetsu
Dragon Ball Z: Super Saiya Densetsu (ドラゴンボールZ 超サイヤ伝説, Doragon Bōru Zetto Sūpā Saiya Densetsu`) est un jeu de rôle développé par TOSE et édité par Bandai sur Super Famicom sorti exclusivement au Japon le 25 janvier 1992,.
Dragon Ball Z: Super Saiya Densetsu est un remake combiné des deux premiers jeux Dragon Ball Z publiés sur NES : Dragon Ball Z: Kyōshū! Saiyajin et Dragon Ball Z II: Gekishin Freeza!!. Il s'agit du premier jeu Dragon Ball Z à être publié sur Super Famicom, Bandai a édité 730 000 cartouches au Japon à 9 500 yens l'unité.
Le jeu utilise un système de cartes pour les combats, le joueur dispose de 5 cartes qui affichent les Dragon Balls pour l'attaque (dans le coin haut de la carte) et la défense (dans le coin bas), et un kanji au milieu de la carte qui représente le style de combat utilisé.